# SAS Assegaai
Le SAS Assegaai (numéro de coque S98), anciennement connu sous le nom de SAS Johanna van der Merwe, est un sous-marin de classe Daphné de la marine sud-africaine. Désarmé en 2003, le SAS Assegaai est le seul des trois anciens sous-marins de classe Daphné à avoir été préservé en tant que navire musée. Les deux autres ont été vendus à la ferraille et découpés. Les sous-marins de classe Daphné ont depuis été remplacés par les sous-marins de type 209, ou sous-marins de classe Héroïne.

## Sous-marins de classe Daphné
Le 10 février 1967, après près de deux ans de négociations, le gouvernement français accepte de fournir à la marine sud-africaine trois sous-marins de classe Daphné, plus la formation et l’infrastructure nécessaires pour les faire fonctionner et les entretenir. Le premier de ces sous-marins, le SAS Maria van Riebeeck, a été lancé le 18 mars 1969, date officielle de naissance du service sous-marin de la marine sud-africaine. Le deuxième bateau était le SAS Emily Hobhouse, et le SAS Johanna van der Merwe était le dernier des trois. En 1999, les trois bateaux ont été rebaptisés SAS Spear, SAS Umkhonto et SAS Assegaai respectivement. En 2003, le SAS Spear a été vendu pour la ferraille, suivi par le SAS Umkhonto en 2008, tandis que le SAS Assegaai fut préservé en tant qu’exposition muséale.

## Historique
Sa quille est posée aux chantiers Dubigeon-Normandie à Nantes le 24 avril 1969, et il est lancé le 21 juillet 1970. Mis en service sous le commandement du Lieutenant commander Theo Honiball le 21 août 1971, il termine sa formation en mer Méditerranée, opérant à partir de Toulon, avant de rentrer dans son pays le 4 mai 1972. Pendant la longue traversée, il est escorté par la frégate SAS President Steyn et fait escale à Cadix, São Vicente, Luanda et Walvis Bay avant d’arriver à la base navale de Simon's Town le 19 juin 1972. Son arrivée en Afrique du Sud a marqué l’aboutissement réussi de cinq années de construction, d’essais et de formation pour établir la toute première capacité sous-marine de l’Afrique du Sud. Il n’a pas fallu longtemps avant que les sous-marins ne soient impliqués dans des opérations. En 1975, juste avant l’opération Savannah en Angola, le SAS Johanna van der Merwe a été déployé dans les eaux angolaises dans le cadre de l’opération Yskas pour préparer l’évacuation du personnel militaire. Pendant la guerre de la frontière sud-africaine, il participe à une dizaine d’opérations spéciales clandestines.
Au cours de sa carrière, il a subi quatre rénovations, dont l’installation de réservoirs de carburant supplémentaires et l’installation d’un système de combat RAKA développé localement dans les années 1980, qui a remplacé une table de traçage encombrante. À la fin des années 1990, il a reçu le système de combat entièrement intégré basée sur le logiciel sud-africain NICKLES et deux périscopes à la pointe de la technologie. Avec l’acquisition des nouveaux sous-marins type 209 pour la marine sud-africaine, le SAS Assegaai a été désarmé le 23 novembre 2003.

## Navire musée
Le SAS Assegaai a été converti en navire musée et est stationné à Simon’s Town,. Un projet qui a été mené par le South African Naval Heritage Trust, le SAS Assegaai fait partie du South African Naval Museum.

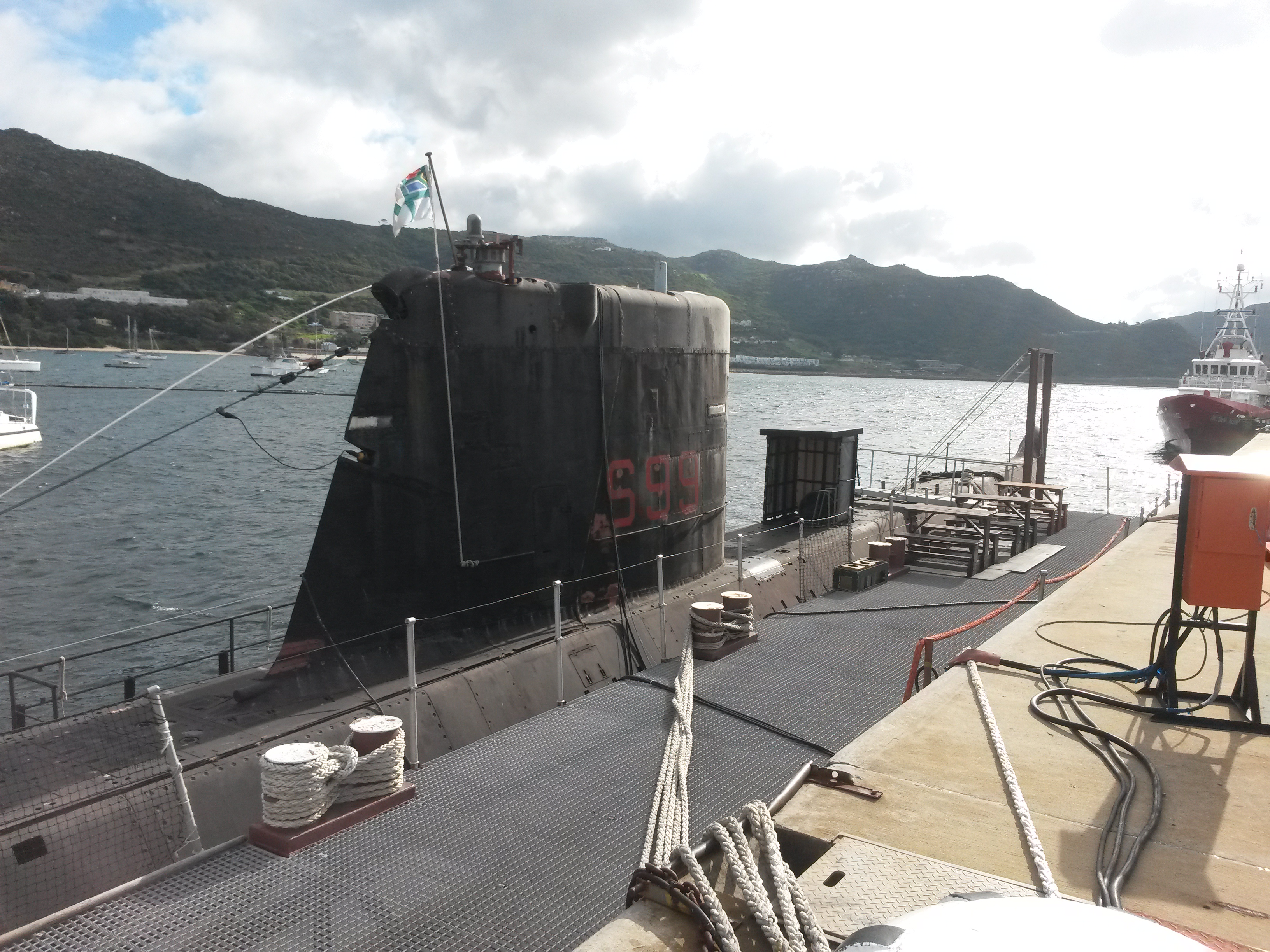
Le SAS Assegaai à quai
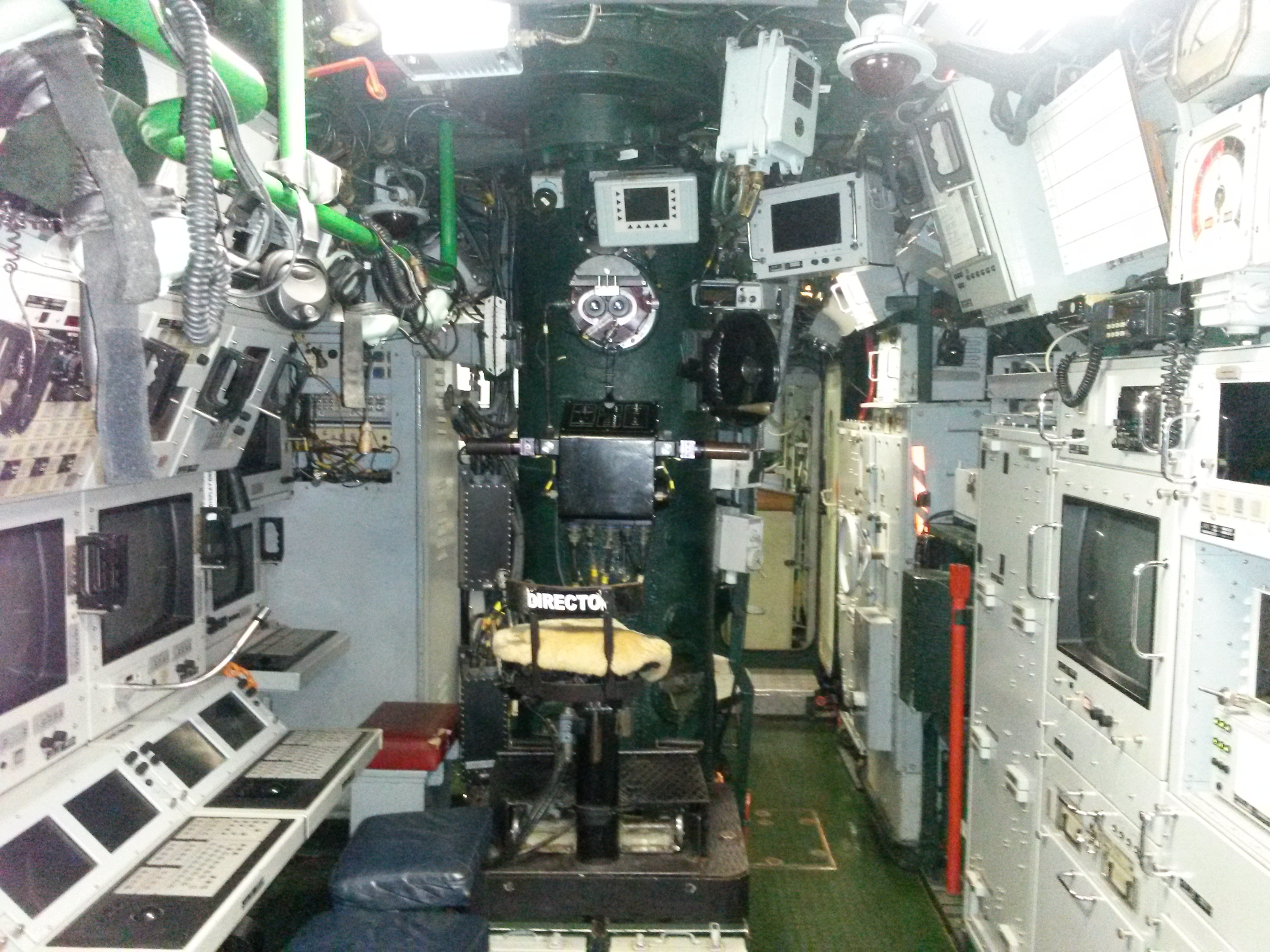
Le siège du capitaine au périscope
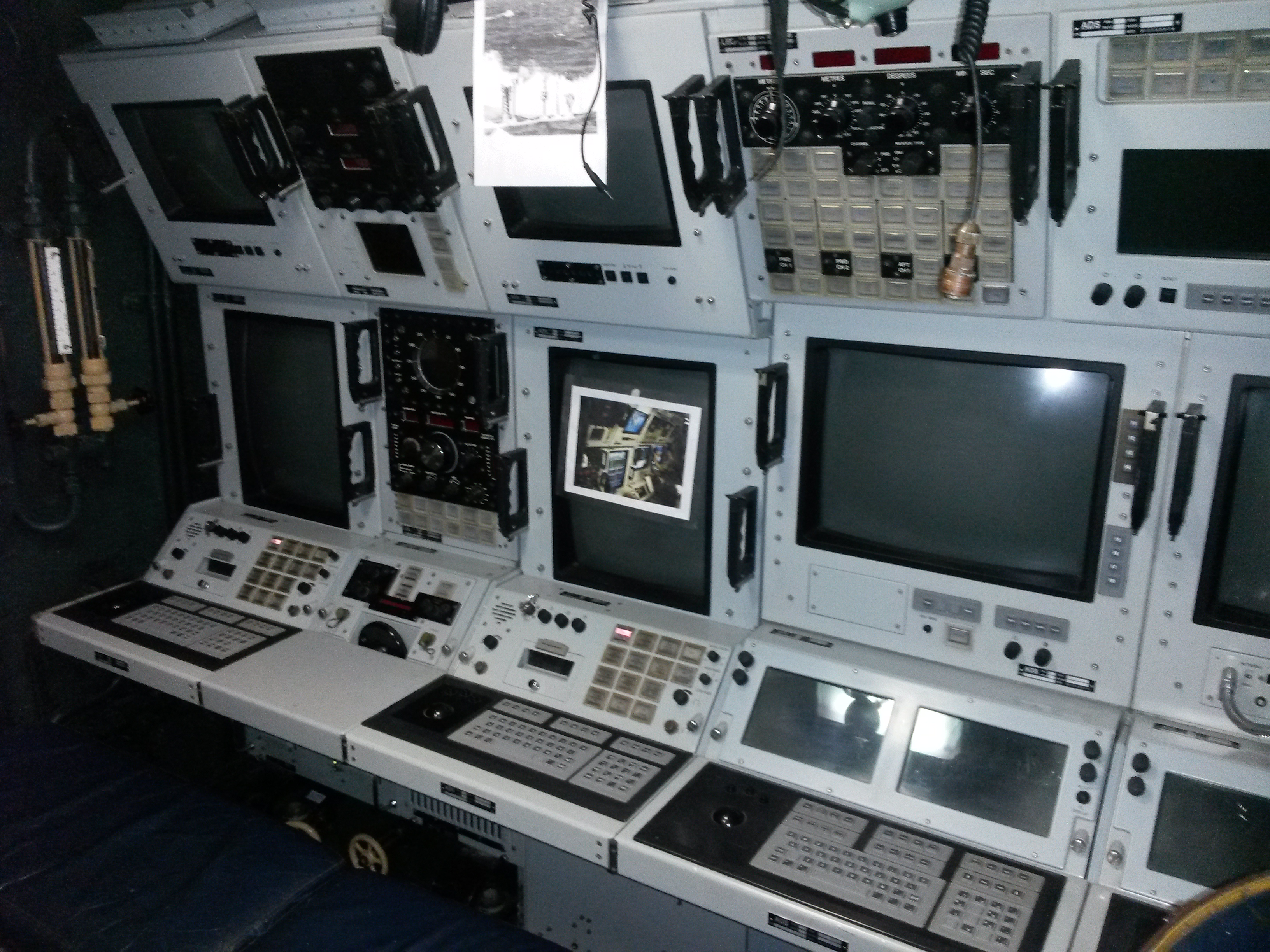
Système de combat
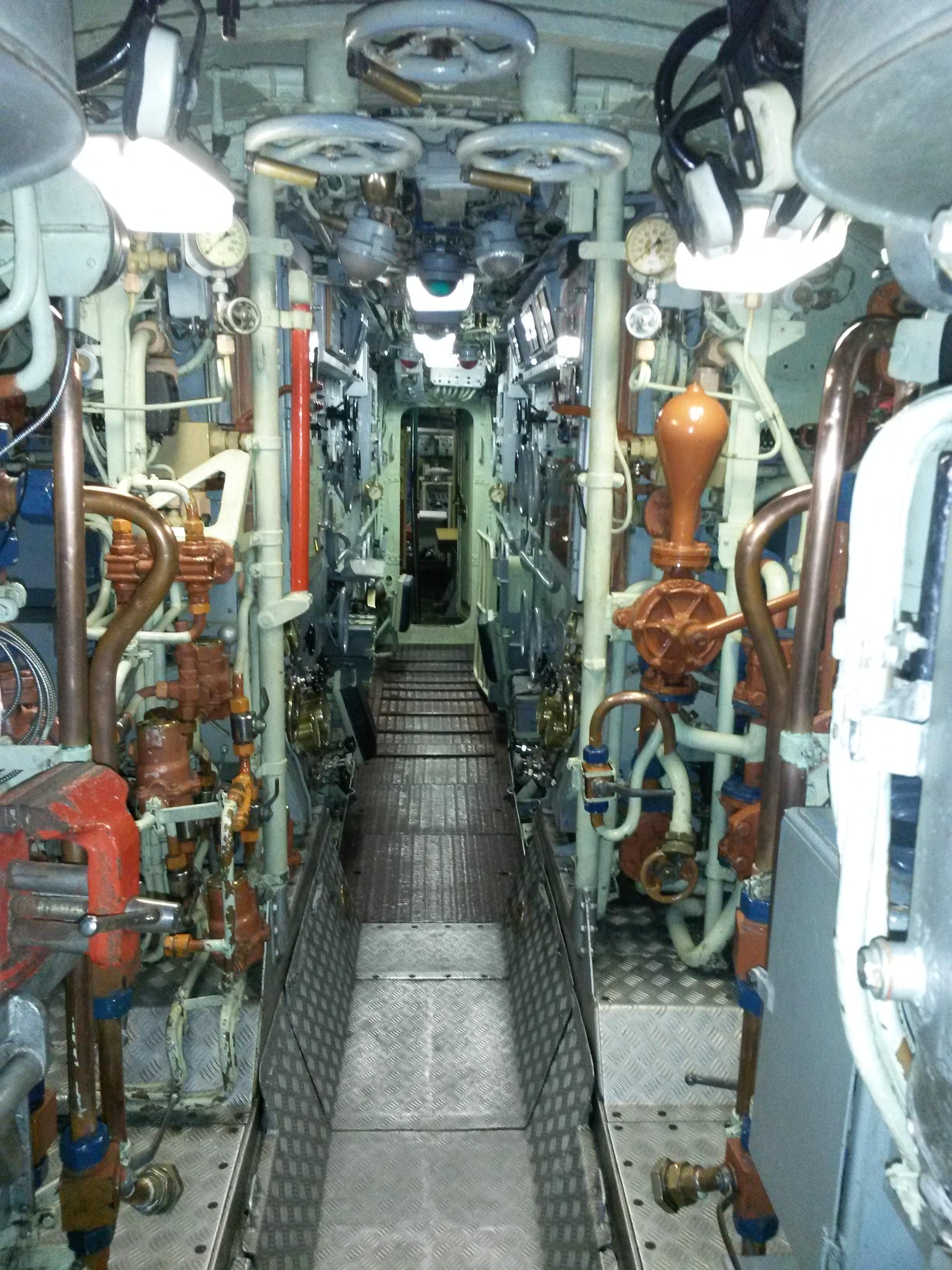
Intérieur
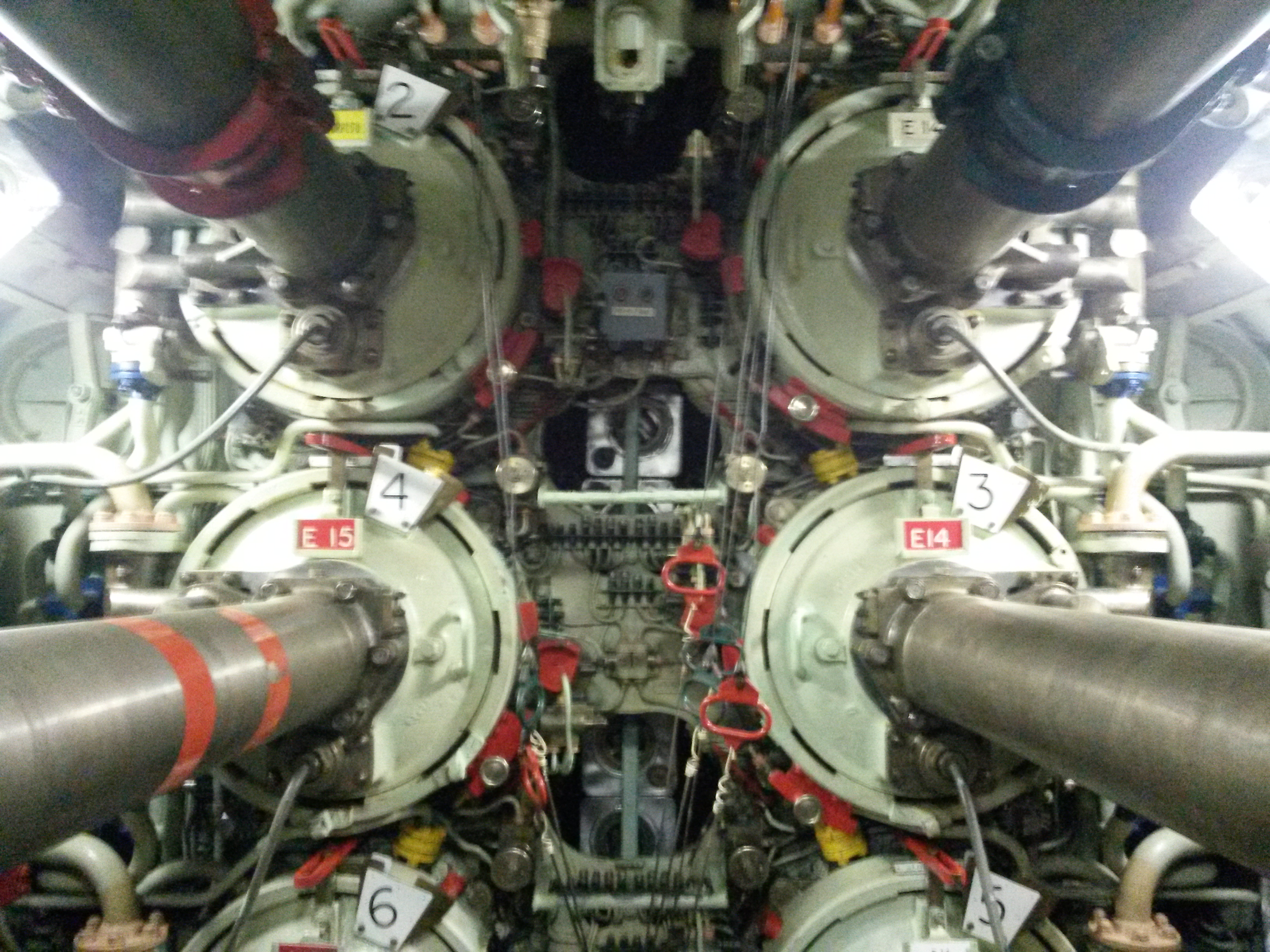
Tubes lance-torpilles